# 鳥松區

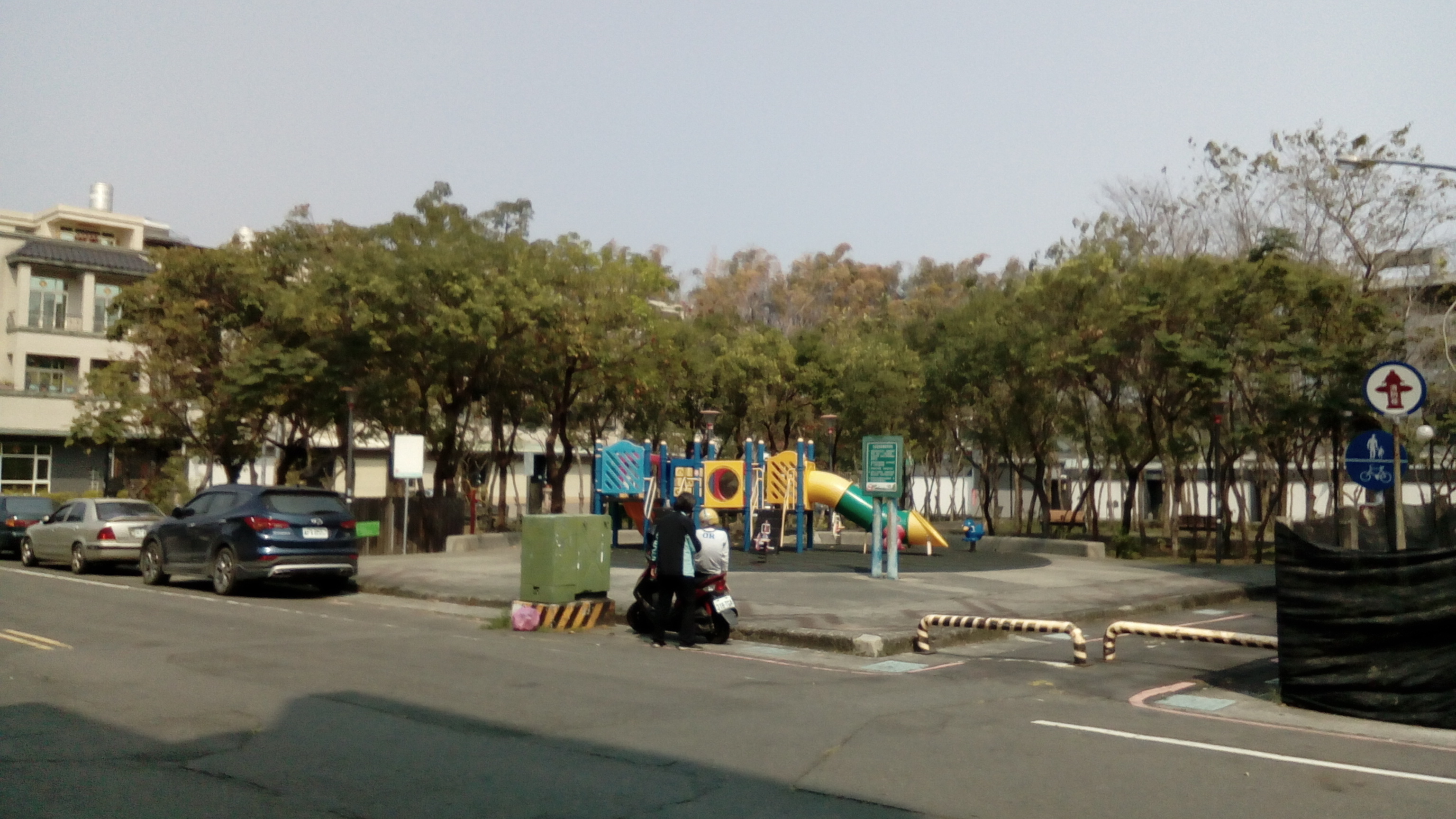
鳥松仁美社區一隅

鳥松區，舊稱「鳥松腳」，前身「鳥松鄉」，位於臺灣高雄市西南部。北鄰仁武區，東鄰大樹區，南接鳳山區、大寮區，西鄰三民區。區內著名的觀光景點如澄清湖、澂清樓、高雄長庚醫院，以及正修科技大學、鳥松濕地公園、澄清湖棒球場、高雄圓山大飯店、高雄高爾夫球場等皆位於本區。

## 歷史
鳥松區舊稱「鳥松腳」，源自今日位於鳥松里文前路鳥松國小附近一帶，昔日曾有一棵高大茂盛的鳥松古樹，為早期行人商旅歇腳休息的地方:1。
1920年台灣地方改制，設立鳥松而改稱鳥松，劃歸高雄州高雄郡管轄；1924年，高雄郡改制為高雄市，改歸鳳山郡管理，是當時鳳山郡下面積最小的庄。戰後改設高雄縣鳥松鄉。2010年12月25日五都改制，高雄縣市合併，改稱為高雄市鳥松區。
歷年所屬行政區列表
| 起訖年份  | 行政區                     |
| ~1887     | 福建省臺灣府鳳山縣赤山     |
| 1887~1895 | 福建臺灣省臺南府鳳山縣赤山 |
| 1895~1896 | 臺南民政支部鳳山出張所赤山 |
| 1896~1897 | 臺南縣鳳山支廳赤山         |
| 1897~1898 | 鳳山縣鳳山辨務署赤山       |
| 1898~1901 | 臺南縣鳳山辨務署赤山       |
| 1901~1909 | 鳳山廳赤山區               |
| 1909~1920 | 臺南廳鳳山支廳赤山區       |
| 1920~1945 | 高雄州鳳山郡鳥松           |
| 1945~1946 | 高雄縣鳳山區鳥松鄉         |
| 1946~2010 | 高雄縣鳥松鄉               |
| 2010~     | 高雄市鳥松區               |

- 註：赤山、赤山區範圍較今鳥松區大，還包含了鳳山區北部跟三民區東側（寶珠溝以東，明誠路以南）。改制鳥松庄時南側（即赤山）改劃入鳳山街，所以不再使用赤山之名，1940年高雄市擴大時，西側劃入高雄市。

## 人口
根據高雄市政府民政局統計，2024年底鳥松區戶數約2萬戶，人口約4.4萬人，區內人口最多與最少的里分別是鳥松里與大竹里，2024年底兩里人口分別為11,590人與716人。

## 政治

### 歷任首長
鄉長時期
| 屆次 | 姓名   | 備註 |
| ---- | ------ | ---- |
| 1    | 林德旺 |      |
| 2    | 楊合   |      |
| 3    | 楊合   |      |
| 4    | 黃添賜 |      |
| 5    | 黃水鎔 |      |
| 6    | 吳珠惠 |      |
| 7    | 吳珠惠 |      |
| 8    | 吳留通 |      |
| 9    | 吳留通 |      |
| 10   | 顏宗吉 |      |
| 11   | 顏宗吉 |      |
| 12   | 陳秋東 |      |
| 13   | 陳秋東 |      |
| 14   | 張美瑤 |      |
| 14   | 林榮宗 | 補選 |
| 15   | 林榮宗 |      |
| 15   | 張美瑤 | 補選 |

區長時期
- 鄭明興
- 曾文瑞
- 吳永揮
- 魏瑟瑄
- 劉文粹
- 王耀弘
- 蔡登山
- 盧雪紅

### 區政組織
鳥松區公所是高雄市政府在鳥松區的派出機關，在中華民國政府架構中為市政府綜理區政的執行機關，上級業務監督機關為高雄市政府。区长由市長任命，其任期為無任期保障。在區長及主任秘書之下，設有4課4室等8個內部單位。

### 行政區
鳥松區的行政區劃轄有鳥松里、夢裡里、大華里、坔埔里、仁美里、大竹里、華美里等7個里，共計191鄰。
| 鳥松區行政區劃                                         |
| 夢 裡 里 大 竹 里 華美里 仁美里 坔 埔 里 鳥松里 大華里 |

## 教育

### 大專院校
- 正修科技大學
- 長庚大學醫學院臨床醫學研究所[8]

### 高級中等學校
- 高雄市立文山高級中學

### 國民中學
- 高雄市立鳥松國民中學[9]
- 高雄市立文山高級中學國中部

### 國民小學
- 高雄市鳥松區鳥松國民小學[10]
- 高雄市鳥松區大華國民小學[11]
- 高雄市鳥松區仁美國民小學 （页面存档备份，存于）[12]

## 醫療
- 長庚醫療財團法人高雄長庚紀念醫院

## 交通

### 捷運
高雄捷運
- █ 黃線（興建中）：Y1－Y2－Y3－Y4－Y5－Y6

### 主要道路
- 國道一號（中山高速公路）：有經過，但並未設置任何交流道，國道七號預計會設立交流道。
- 市道183號：中正路（含夢裡橋）。為鳥松區往來仁武、鳳山、楠梓區的重要道路。中正路沿途眾多傢俱行設立帶動地方產業繁榮而著名，有鳥松傢俱街之稱。
  - 市道183乙：大埤路、澄清路。經澄清湖棒球場、高雄長庚醫院至澄清湖風景區，為環湖的重要道路。
- 高56線：文前路、松埔路。起端於環湖路口，終抵接高58線大同路。
- 高57線：文前路。起端於西岸道路口（澄清湖後門），往北接仁武區經大灣、八卦寮、五和里，終抵接台1線高楠公路。
- 高58線：大同路、學堂路、北平路。起端銜接市道183號中正路，經坔埔、仁美，終抵大樹區水寮接高59線。
- 高60線：美山路。起端銜接鳳山區市道183號經武路，終抵神農路口。為往來鳳山區、鳥松區仁美的主要道路。
- 高61線：大竹路、美山路、美庄路。起端於大竹路復興橋附近，終抵大寮區台1線鳳屏一路。為往來鳥松區仁美、大寮區後庄的主要道路。
- 高專1線：西岸道路、環湖路。起端於澄清湖水族館接市道183乙澄清路，經文前路（高57線、高56線岔路），終抵接大埤路。
- 神農路：起端市道183號中正路、市道183乙大埤路口，終抵松寮陸橋跨越屏東線鐵路接大寮區台1線鳳屏一、二路，續行光明路三段南下可通往台88線。為鳥松市區往來坔埔、仁美、大寮區的重要道路。
- 本館路：起端接三民區金鼎路，終抵澄清路口，續行接鳳山區青年路二段。為大華里往來高雄市區和鳳山區的重要道路。

### 公車
- 高雄客運
  - 23：高雄客運鳳山站－圓照寺
  - 24：坔埔圓照寺－捷運巨蛋站
  - 60覺民幹線：駁二藝術特區－長庚醫院－鳥松
  - 橘12：中崙國中－捷運鳳山西站－長庚醫院
  - 8008：捷運岡山車站－澄清湖－建國站
  - 8009：旗山北站－澄清湖－建國站
  - 8021：高雄客運鳳山站－彌陀國小
  - 8041A：林園站－鳳山－自立十全路口
  - 8048：捷運都會公園站－鳳山－屏東轉運站
  - 8049：崗山頭－岡山－楠梓－澄清湖－高雄客運鳳山站

- 港都客運
  - 30：小港站－長庚醫院
  - 70三多幹線：前鎮站－長庚醫院
  - 217：加昌站－合群社區－鳥松區公所
  - 橘16A：鳳山轉運站（捷運大東站）－仁武區公所
  - 橘16B：鳳山轉運站（捷運大東站）－大社區公所（例假日停駛）
  - 黃2A：前鎮高中－澄清湖棒球場
  - 黃2B：小港站 → 前鎮高中－澄清湖棒球場
  - 黃2C：小港站 ← 前鎮高中－澄清湖棒球場

- 東南客運
  - 橘7A：建軍站（捷運衛武營站）－舊鐵橋濕地－大樹區公所
  - 橘7B：建軍站（捷運衛武營站）－大樹區公所－佛陀紀念館（例假日停駛）
  - 橘7C：高雄客運鳳山站－澄清湖－仁美－大樹（例假日停駛）
  - 橘17：鳳山轉運站（捷運大東站）－台鐵鳳山站－長庚醫院

- 南台灣客運
  - 紅33明誠幹線：先勝路口－臺鐵美術館站－臺鐵鳳山站
  - 紅61：高鐵左營站－長庚醫院（例假日停駛）

- 漢程客運
  - 紅30：澄清湖棒球場－高雄車站（建國路）（例假日停駛）
  - 黃1：澄清湖棒球場－捷運三多商圈站

- 中華衛星大車隊
  - 5：鳳山－關帝廟

## 宗教信仰

### 道教和臺灣民間信仰
松腳、夢裡
- 鳥松八隆宮：主祀池府千歲
- 鳥松福龍宮
- 夢裡琅環宮：主祀五穀仙帝

坔埔、崎仔腳(含埔占園、三欉竹)
- 坔埔北極殿

仁美(含大腳腿)、大竹坑
- 仁美保民宮
- 仁美池龍宮
- 把水福德祠
- 大竹坑奉龍宮
- 大竹坑池王宮

大埤、山仔腳
- 山仔腳青雲宮
- 大華福德宮
- 林內大安宮

### 佛教
- 五定山灣峯寺
- 觀音禪寺
- 坔埔圓照寺
- 法鼓山紫雲寺
- 正德佛堂高雄總院
- 金剛寺
- 澄清寺

### 基督宗教
| 宗派                             | 教會（禮拜堂 / 聖堂）  |
| -------------------------------- | ---------------------- |
| 天主教                           | 耶穌聖名堂             |
| 歸正宗長老會（臺灣基督長老教會） | 鳥松教會、仁美教會     |
| 浸禮宗（浸信會）                 | 中華浸信宣道會大華教會 |
| 召會                             | 高雄市召會鳥松路會所   |

## 旅遊
- 澄清湖風景區
- 高雄圓山大飯店
- 鳥松濕地公園
- 澄清湖棒球場
- 鳥松傢俱街

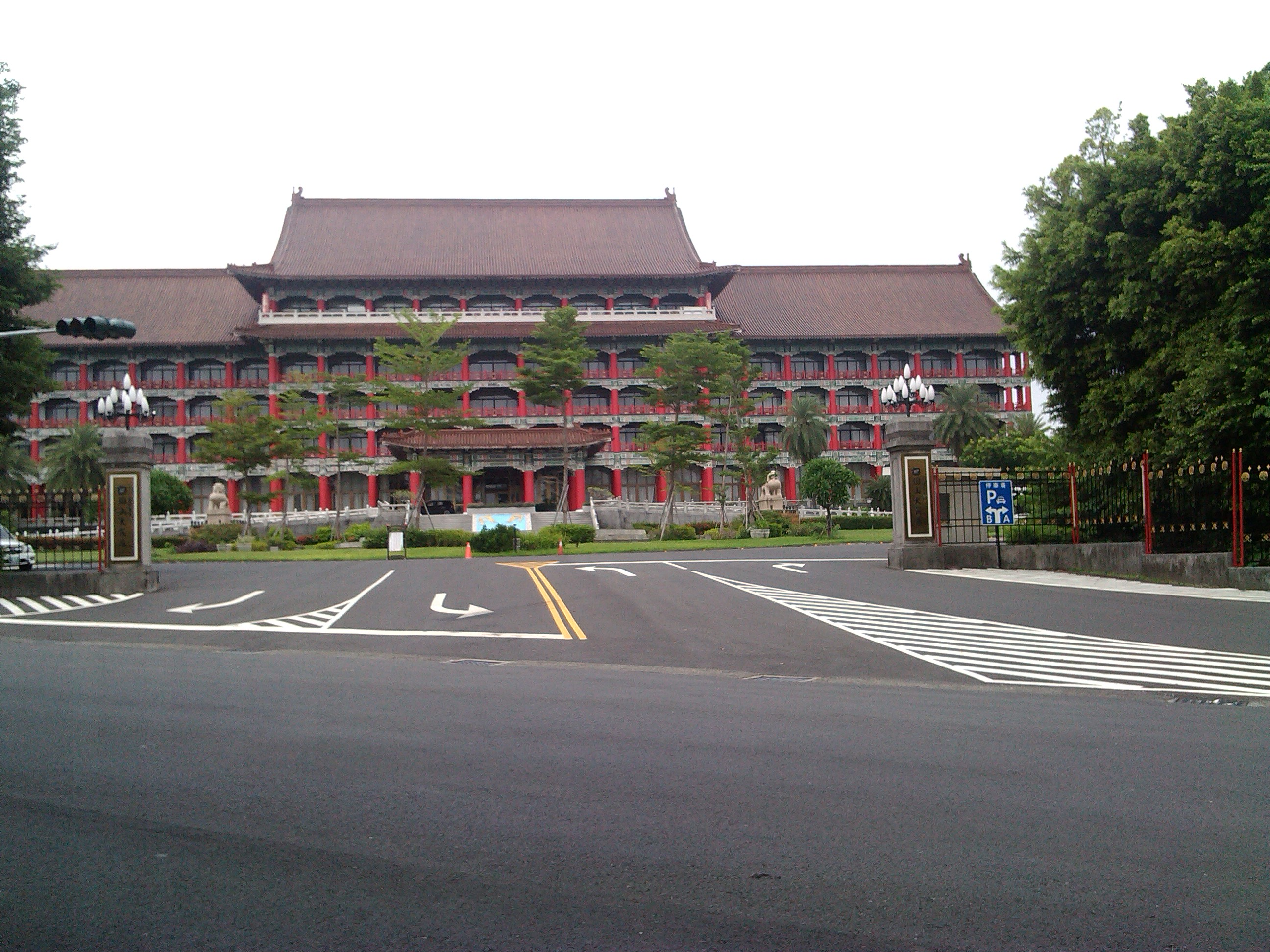
鳥松圓山大飯店

- 國立原住民族博物館（原澄清湖青年中心址，籌建中）

## 外部連結
- 鳥松區公所 （页面存档备份，存于）
- 高雄市鳥松區戶政事務所 （页面存档备份，存于）
- 高雄市鳥松區衛生所 （页面存档备份，存于）